# 1991 PM13
1991 PM13 är en asteroid i huvudbältet som upptäcktes den 5 augusti 1991 av den amerikanske astronomen Henry E. Holt vid Palomarobservatoriet.
Asteroiden har en diameter på ungefär 9 kilometer.